# Pardalophora apiculata
Pardalophora apiculata är en insektsart som först beskrevs av Harris, T.W. 1835.  Pardalophora apiculata ingår i släktet Pardalophora och familjen gräshoppor. Inga underarter finns listade i Catalogue of Life.

## Bildgalleri

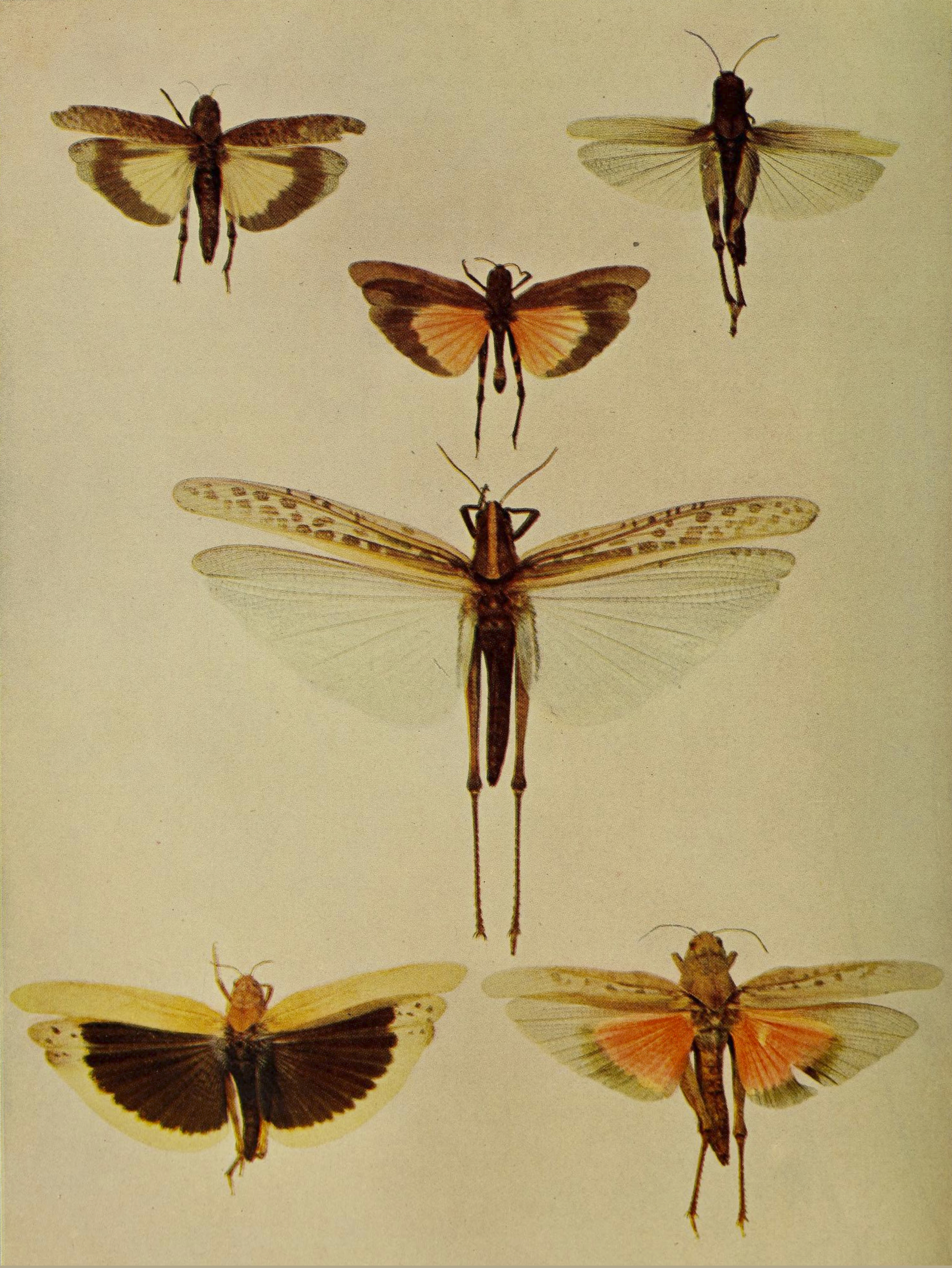